# Micaela Díaz
Micaela Díaz Giraud (* 15. Dezember 1999 in Buenos Aires) ist eine argentinische Schauspielerin, Sängerin und Tänzerin. International bekannt wurde sie durch ihre Rollen Daisy Durant und Alícia Peralta in den Disney-Serien BIA und Musical: Ab ins Rampenlicht!.

## Leben
Bereits in ihrer Kindheit sammelte Díaz erstmalig Bühnenerfahrung. So war sie ab 2004 im Tanzstudio von Miriam Cuello angemeldet, wo sie Jazz Dance, amerikanischen Stepptanz, Hip-Hop und Reggaeton erlernte. Ab 2006 wurde sie zudem bei der Fundación Julio Bocca im Bereich Musiktheater ausgebildet. Schon 2007 war sie im Musical Pinocchio Teil des Ensembles, im Folgejahr war sie als Lucia im Theaterstück A tomar la sopa zu sehen. Das Tanzstudio verließ sie 2010. Zwei Jahre später nahm sie am Auswahlverfahren der Sendung High School Musical: la selección teil, schaffte es jedoch nicht unter die 20 Teilnehmer.
2013 schloss sie die Ausbildung bei der Fundación ab und machte in Bariloche ein Musiktheater-Intensivseminar. Zwischen 2012 und 2017 war sie in verschiedenen Theaterproduktionen, vornehmlich Musicals zu sehen, wobei die 2016 und 2017 erfolgten Musicalproduktionen allesamt in Mexiko aufgeführt wurden und sie dafür in das Land umzog. 2014 lassen sich die Hauptrolle im Kurzfilm Primera vez sowie eine Gastrolle als Ballerina in der Disney-Telenovela Violetta hervorheben. Schließlich erhielt sie 2019 die Rolle Daisy Durant, die sie in beiden Staffeln der Serie BIA und in der Spezialepisode Bia: Un mundo al revés verkörperte. Mitte 2021 wurde bekannt, dass Díaz Teil der Disney+-Serie Musical: Ab ins Rampenlicht! wird. Dort ist sie in der Rolle der Alícia Peralta zu sehen. 2023 folgte das Engagement in der HBO-Max-Serie Use Sua Voz. Eine Ausstrahlung steht bisher aus.

## Filmografie

### Fernsehen
- 2014: Primera vez
- 2014: Violetta
- 2019–2020: BIA
- 2021: Bia: Un mundo al revés
- 2022: Musical: Ab ins Rampenlicht! (O coro: Sucesso, aqui vou eu)

### Theater
- 2007: Pinocchio
- 2008: A tomar la sopa
- 2012: The Vox
- 2013: El Club del Hit
- 2013: Pueblo Chico
- 2014: Fogramas
- 2014: La corbata de Alfredo
- 2014: Show Disco
- 2016: La banda de Alex
- 2016: The Rocky Horror Show
- 2016–2017: Billy Elliot

## Auszeichnungen und Nominierungen
| Jahr | Auszeichnung       | Kategorie             | Für | Resultat  |
| ---- | ------------------ | --------------------- | --- | --------- |
| 2021 | Premios Latin Plug | Lieblingsschauspieler | BIA | Nominiert |